# Xabier Lete Bergaretxe
Xabier Lete Bergaretxe (Oiartzun, 5 d'abril de 1944 - Donostia, 4 de desembre de 2010) fou un escriptor, poeta i cantant en èuscar.
Des de jove començà a escriure a la revista basca Zeruko Argia.
El 1968 s'edita el seu primer poemari: Egunetik egunera orduen gurpillean ('Dia a dia en la roda de les hores'), que té com a referència la poesia social de Gabriel Aresti, sobretot la recollida en Harri eta Herri ('Pedra i poble').
El 1974 publica Bigarren poema liburua ('Segon llibre de poemes') de tipus més existencialista.
El 1976 publica el disc Kantatzera noazu (Et cantaré) que inclou la cançó i poema Izarra hautsa (en basc Pols d'estrelles). Posteriorment aquesta cançó ha estat versionada per nombrosos cantants i grups de música, entre d'altres, Mikel Laboa, Ken Zazpi i Mikel Urdangarin.
Per l'obra Urrats desbideratuak ('Els passos desviats'), 1981, de caràcter pessimista i desesperat, va ser guardonat amb el premi Ciutat d'Irun. Després d'aquesta obra es dedica a la política dins del Departament de Cultura de la Comunitat Autònoma Basca.
El 1992 publica el seu tercer poemari: Zentzu antzaldatuen poemategia ('Poemari dels sentits truncats') i hi aconsegueix el premi de poesia "Felipe Arrese Beitia" atorgat per l'Euskaltzaindia.

## Discografia
- Xabier Lete (1974).
- Bertso zaharrak (1974), ("Versos antics").
- Txirritaren bertsoak (1975), ("Els versos de Txirrita").
- Xabier Lete eta Lurdes Iriondoren 4 disko txikiren bilduma (1976), ("Col·lecció de quatre discos petits de Xabier Lete y Lurdes Iriondo").

1. Kantatzera noazu (1976), ("Et vaig a cantar")
2. Lore bat, zauri bat (1977), ("Una flor, una ferida")

- Eskeintza (1991), ("Ofrena")

1. Hurbil iragana (1992), ("El passat proper")
2. Berrehun urtez bertsotan (2001), ("200 anys cantant versos")

## Poemes
- Egunetik-egunera orduen gurpillean. 1968. ("Dia a dia en la roda de les hores").
- Bigarren poema liburua. 1974. ("Segon llibre de poemes")
- Urrats desbideratuak. 1981. ("Els passos desviats")
- Biziaren ikurrak. 1992. ("Els de símbols de la vida")
- Zentzu antzaldatuen poemategia. 1992. ("Poemari dels sentits truncats")
- Abestitzak eta poema kantatuak. 2006. ("Lletres de cançons i poemes cantats")
- Egunsentiaren esku izoztuak. 2008. ("Les gelades mans del clarejar"). Premi Euskadi de Literatura 2009

## Teatre
- Antzerkia deusetik izatera (1977), ("El teatre des del no-res a la realitat").